# Ü-Tsang

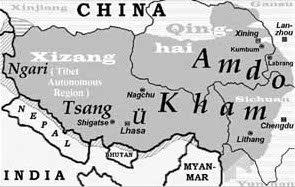
Hartă care arată regiunile tibetane Ü, Tsang, Ngari, Kham și Amdo

Ü-Tsang sau Tsang-Ü este una dintre cele patru provincii tradiționale ale Tibetului, celelalte fiind Amdo (în partea de nord-est), Kham (în est) și în Ngari (inclusiv fostul regat Guge, în partea de nord-vest). Ü-Tsang acoperă partea central-sudică a zonei culturale tibetane, inclusiv bazinul hidrografic al fluviului Brahmaputra. Districtele tibetane vestice și prelungirea vestică a Muntelui Kailash sunt incluse în provincia Ngari, ca și o porțiunea nordică a vastului platou Changtang. Munții Himalaya formează granița sudică a provinciei Ü-Tsang. Actuala regiune autonomă Tibet ocupă aproximativ teritoriile vechii provincii Ü-Tsang și partea vestică a vechii provincii Kham.
Ü-Tsang a fost format prin unirea celor două centre vechi de putere: Ü (în transliterarea Wylie: dbus) din zona centrală a Tibetului, stăpânit de adepții ramurii Gelug a budismului tibetan în timpul primilor Dalai Lama, și Tsang (în transliterarea Wylie: gtsang) care se întindea din Gyantse către vest, stăpânit de adepții ramurii rivale Sakya. Victoriile militare ale puternicului han mongol Güshi Khan, care l-a susținut pe al 5-lea Dalai Lama și a instituit guvernarea Ganden Phodrang în 1642, au consolidat stăpânirea asupra regiunii unite. Provincia a intrat în prima jumătate a secolului al XVIII-lea în stăpânirea dinastiei manciuriene Qing, începând din perioada domniei împăratului Qianlong, care a fost exercitată până la Expediție britanică din Tibet (1903-1904).
Ü-Tsang este centrul cultural al poporului tibetan, guvernat inițial de dinastia Rinpungpa (1435-1565). Partea Tsang a provinciei a fost stăpânită de dinastia Tsangpa între 1565 și 1642. Disputa dintre regele Karma Tenkyong Wangpo, adept al ramurii karmapa, și hanul Güshi Khan al tribului Khoshut, adept al ramurii gelugpa și susținător al lui Dalai Lama, s-a încheiat cu instaurarea în Tibet a regimului teocratic al lui Dalai Lama din palatele Potala și Norbulingka. Jokhang, probabil, cel mai sfânt templu al budismului tibetan, se află, de asemenea, acolo. Dialectul Lhasa este folosit ca o lingua franca în Ü-Tsang, iar limba koiné a tibetanilor din exil se bazează în mare măsură pe acest dialect.

## Tibetul din față și Tibetul din spate
Tsang, cu orașele sale principale Gyantse și Shigatse și cu Mănăstirea Tashilhunpo, unde se află reședința tradițională a lui Panchen Lama, a fost desemnat pe hărțile din timpul dinastiei Qing ca „Tibetul din spate”, în timp ce Ü, cu Lhasa, unde se află reședința lui Dalai Lama, a fost desemnat ca „Tibetul din față”. Această divizare a fost o construcție politică artificială a autorităților chineze și nu a nicio urmare practică în Tibet, unde Dalai Lama a exercitat guvernarea efectivă a provinciilor Tsang și Ü. O încercare de divizare a Tibetului a fost făcută în secolul al XVIII-lea în timpul domniei împăratului Yongzheng, când chinezii i-au oferit lui Panchen Lama stăpânirea asupra întregii provincii Tsang, dar Panchen Lama a refuzat această ofertă și a acceptat doar o mică parte din teritoriu. Încercările efectuate în două rânduri (în perioada 1906-1913 și în 1950) de Panchen Lama pentru a fi instituită o provincie tibetană separată pe care să o conducă el au fost respinse de chinezi.